# 深川芹亜
深川 芹亜（ふかがわ せりあ、1995年9月26日 - ）は、日本の女性声優。アクセルワン所属。佐賀県出身。

## 来歴
小学生の時にアバンセ杯放送コンクールの朗読部門最優秀賞を受賞したことから役者を目指して佐賀から上京。その後、美術高校・大学へ進学した。また、ワタナベエンターテイメントスクールを卒業。
声優のワークショップに通った際に声だけで距離感を感じさせる声優の技術的な要素に感銘を受け、声優という役者の仕事に惹かれていった。子供のころに夕方や朝のアニメ（『東京ミュウミュウ』『ぴちぴちピッチ』など）は見ていたが、深夜アニメは業界に入ってから勉強のために、NetflixやHuluを活用して過去のものを中心に見始めるようになったという。
2014年4月30日付で東映マネージメントを離籍し、翌5月1日よりアクセルワンへ所属。同年7月、『グラスリップ』の深水透子役で初主演を果たした。

## 人物
趣味は、アクセサリー作り、美術鑑賞、写真撮影、クラリネット、モノマネ。特技は、絵画、ダンス。特にダンスはヒップホップを7年、ジャズダンスを2年続けていた。一方で歌唱については苦手意識を持っている。
出身地にちなんで、佐賀弁、博多弁を得意とする。
一人っ子である。

## 出演
太字はメインキャラクター。

### テレビアニメ
2014年
- グラスリップ（深水透子）
- ハピネスチャージプリキュア!（女生徒、真央の友達、アロアロ、キュアシェリー）
- 普通の女子校生が【ろこどる】やってみた。（黒姫まなみ）
- ペルソナ4 ザ・ゴールデン（女子生徒B）
- まじもじるるも（女子生徒）
- 魔法科高校の劣等生（三高生徒）

2015年
- 暗殺教室（女子生徒）
- 血液型くん!2（女子生徒）
- コンクリート・レボルティオ〜超人幻想〜（2015年 - 2016年、ローズ） - 2シリーズ
- ミス・モノクローム -The Animation- 3（魔法少女、女性客）

2016年
- 甲鉄城のカバネリ（初音）
- 石膏ボーイズ（女子高生、美女）
- 魔法少女?なりあ☆がーるず（うらら）

2017年
- 銀の墓守り（女生徒C、カップルA、女子A）
- 時間の支配者（エミリー、女子D）
- セントールの悩み（君原姫乃）
- THE REFLECTION（女子生徒）
- DYNAMIC CHORD（子犬）

2018年
- ラストピリオド -終わりなき螺旋の物語-（バーナー）
- 音楽少女（山田木はなこ）

2019年
- アイドルマスター シンデレラガールズ劇場 CLIMAX SEASON（喜多日菜子）
- ぼくたちは勉強ができない（女生徒A）
- クレヨンしんちゃん（2019年 - 2020年、客B、子供A）

2020年
- 異種族レビュアーズ（カンデラ）
- かぐや様は告らせたい?〜天才たちの恋愛頭脳戦〜（女生徒たち）

2021年
- ウマ娘 プリティーダービー Season 2（モブウマ娘）
- スーパーカブ（生徒）
- さよなら私のクラマー（遊佐佳代子）
- ゾンビランドサガ リベンジ（子供B）
- アイドリッシュセブン Third BEAT!（女子高校生A）
- プラチナエンド（女生徒A）

2023年
- ダークギャザリング（女子生徒）
- 星屑テレパス（明内ユウ）

2025年
- トリリオンゲーム（同級生）
- アオのハコ（部員）

時期未定
- 父は英雄、母は精霊、娘の私は転生者。（エレン）

### 劇場アニメ
- 映画 ハピネスチャージプリキュア! 人形の国のバレリーナ（2014年、つむぎの友達）

### OVA
- デジモンアドベンチャー tri.（2016年）

### Webアニメ
- 佐賀県を巡るアニメーション「約束の器 有田の初恋」「冬の誓い 夏の祭り 武雄の大楠」（2016年、子供たち）
- アイドルマスター シンデレラガールズ劇場 火曜シンデレラシアター / Extra Stage（2019年 - 2020年、喜多日菜子[25]） - 2シリーズ
- 鎮西八郎為朝（2022年、女の子）
- CINDERELLA GIRLS 10th Anniversary Celebration Animation ETERNITY MEMORIES（2022年、喜多日菜子）

### ゲーム
2014年
- サウザンドメモリーズ（咆牙の守娘ウルマ）
- ヒーローズプレイスメント（ソーニャ＝スモノ＝オカメキケ、睦峰火狩）

2015年
- Granado Espada（アニス）
- クイズRPG 魔法使いと黒猫のウィズ（コベニ・ロウヤマ）
- スクールファンファーレ（角森赤鐘）
- 家電少女（いずみ）
- 白猫プロジェクト（トモエ・シンジョウ）

2016年
- あんさんぶるガールズ!（笹芽ひよの）
- SA7 SILENT ABILITY SEVEN（成瀬千春）
- 一血卍傑-ONLINE-（ハンニャ）
- DYNAMIC CHORD feat.[rêve parfait] Append Disc
- 放課後ガールズトライブ（天道寺麗香）

2017年
- スマッシュ&マジック（マイア）
- 御城プロジェクト:RE（平遥古城、高崎城、ニネヴェ）
- VBX（西園寺クリストファーゆい）
- CARAVAN STORIES（アメリア）

2018年
- 装甲娘（ヤマザキ カイリ、タカチホ アノン、カザマ ショウ）
- GOD EATER RESONANT OPS（リリアーナ）
- 刻のイシュタリア（ナタク）
- アイドルマスター シンデレラガールズ（2018年 - 2024年、喜多日菜子） - 2作品

2019年
- 食用系少女（ヒカリ）
- 永遠の七日（ユリ）
- 共闘ことばRPG コトダマン（2019年 - 2024年、マ剣ムラサメ、ウラブレイヴン）
- 音乐少女（山田木花子）

2020年
- ラストピリオド -終わりなき螺旋の物語-（バーナー）
- 少女とドラゴン -幻獣契約クリプトラクト-（ハーミット）
- 装甲娘 ミゼレムクライシス（ビビンバードX-II、プロト・I、ビビンバードX）
- ART CODE SUMMONER（モーリス・ドニ）
- ラストオリジン（ポイ）

2021年
- アイドルマスター ポップリンクス（喜多日菜子）

2022年
- アリスフィクション（ヴィヴィアン）.
- クラッシュフィーバー台湾版（天穹仙戦 姜子牙）

2024年
- モンスターストライク（赤染衛門）

### ドラマCD
- 普通の女子校生が【ろこどる】やってみた。『ろこどるサミットやってみた』（2014年、黒姫まなみ[57]）※単行本第3巻ドラマCD付き特装版
- Trinity Tempo（2015年、和泉晶[58]）

### ASMR
- 吾輩の耳は敏感である!～ツンデレ子猫生活で手洗いシャンプーや幸せへと誘う優しい耳かきを体験～（2022年、朝霞帷）

### 吹き替え
- ビッグ・アイズ（2015年、リリー[59]）
- おっはよー!アンクル・グランパ（2016年）[60]
- ルナ・ペチュニア（2016年、ルナ[61]）
- マーダー・ミステリー（2019年）

### 舞台
- 下北沢 VR（2018年7月25日 - 29日、シアター711） - 永山螢 役[62]
- Stray Sheep Paradise（2018年12月12日 - 16日、俳優座劇場） - ノゾミ 役[63]

### ラジオ
※はインターネット配信。
- グラスリップ〜カゼミチラジオ〜（2014年、音泉※・HiBiKi Radio Station※）[64]
- A&G NEXT BREAKS FIVE STARS（2015年 - 2019年、超!A&G+※）
- なりあ☆がーるずの生でラジオもつくるさま（2016年 - 2017年、ニコニコ生放送※）
- キャラストradio ゆめふわマカロン情報局（2017年 - 2018年、超A&G+※）[43]
- 深川芹亜のradioclub.jp（2018年、かつしかFM）
- セリア学園3年A組〜あなたたちは私の生徒です〜（2020年 - 、YouTube※）[65]

### Web番組
- 方言だらけのオウチWi-Fi講座（2014年3月） - 佐賀県[8][66]
- キャラストTV（2017年 - ）[67]
- 深川芹亜の意外と普通でごめんなさい（2021年 - 、ニコニコ生放送、YouTube）[68]

### その他コンテンツ
- 朝日川酒造 夜魔咲ブランドイメージキャラクター（夜魔咲ありす）
- 温泉むすめ（2018年、武雄星知[69]）

## ディスコグラフィ

### キャラクターソング
| 発売日   | 商品名                                                                                   | 歌 | 楽曲                                            | 備考                                                                               |
| 2014年   | 2014年                                                                                   | 2014年 | 2014年                                          | 2014年                                                                             |
| -------- | ---------------------------------------------------------------------------------------- | --- | ----------------------------------------------- | ---------------------------------------------------------------------------------- |
| 10月29日 | グラスリップ キャラクターソングアルバム 歌声の欠片                                       | 深水透子（深川芹亜） | 「瞳に映るセカイ」                              | テレビアニメ『グラスリップ』関連曲                                                 |
| 2016年   |                                                                                          | |                                                 |                                                                                    |
| 8月24日  | We are なりあ☆がーるず                                                                   | なりあ☆がーるず | 「We are なりあ☆がーるず」                      | テレビアニメ『魔法少女?なりあ☆がーるず』オープニングテーマ                         |
| 8月24日  | We are なりあ☆がーるず                                                                   | なりあ☆がーるず | 「めざせ！国民的キャラ」                        | テレビアニメ『魔法少女?なりあ☆がーるず』エンディングテーマ                         |
| 2017年   |                                                                                          | |                                                 |                                                                                    |
| 9月6日   | 夏色Dreamer                                                                              | ゆめふわマカロン | 「夏色Dreamer」 「この絆が導く場所」            | ゲーム『CARAVAN STORIES』関連曲                                                    |
| 2018年   |                                                                                          | |                                                 |                                                                                    |
| 9月26日  | シャイニング・ピーシーズ                                                                 | 音楽少女 | 「シャイニング・ピース」                        | テレビアニメ『音楽少女』挿入歌                                                     |
| 9月26日  | シャイニング・ピーシーズ                                                                 | 山田木はなこ（深川芹亜） | 「シャイニング・ピース」                        | テレビアニメ『音楽少女』関連曲                                                     |
| 10月31日 | THE IDOLM@STER CINDERELLA MASTER Trust me                                                | THE IDOLM@STER CINDERELLA GIRLS! | 「Trust me」                                    | ゲーム『アイドルマスター シンデレラガールズ』関連曲                                |
| 12月26日 | 音楽少女 BD第4巻特典CD                                                                   | 山田木はなこ（深川芹亜） | 「アイドル☆一直線」                             | テレビアニメ『音楽少女』関連曲                                                     |
| 2019年   |                                                                                          | |                                                 |                                                                                    |
| 6月19日  | THE IDOLM@STER CINDERELLA GIRLS LITTLE STARS! TAKAMARI☆CLIMAXXX!!!!!                     | 喜多日菜子（深川芹亜）、喜多見柚（武田羅梨沙多胡）、南条光（神谷早矢佳）、日野茜（赤﨑千夏）、姫川友紀（杜野まこ）                                                                                              | 「TAKAMARI☆CLIMAXXX!!!!!」                      | テレビアニメ『アイドルマスター シンデレラガールズ劇場』エンディングテーマ          |
| 6月19日  | THE IDOLM@STER CINDERELLA GIRLS LITTLE STARS! TAKAMARI☆CLIMAXXX!!!!!                     | 喜多日菜子（深川芹亜） | 「TAKAMARI☆CLIMAXXX!!!!!」                      | テレビアニメ『アイドルマスター シンデレラガールズ劇場』関連曲                      |
| 2020年   |                                                                                          | |                                                 |                                                                                    |
| 2月5日   | THE IDOLM@STER CINDERELLA GIRLS STARLIGHT MASTER for the NEXT! 05 ギュっとMilky Way      | 佐久間まゆ（牧野由依）、喜多日菜子（深川芹亜） | 「ギュっとMilky Way（M@STER VERSION）」         | ゲーム『アイドルマスター シンデレラガールズ スターライトステージ』関連曲           |
| 2月5日   | THE IDOLM@STER CINDERELLA GIRLS STARLIGHT MASTER for the NEXT! 05 ギュっとMilky Way      | 喜多日菜子（深川芹亜） | 「ギュっとMilky Way（M@STER VERSION）」         | ゲーム『アイドルマスター シンデレラガールズ スターライトステージ』関連曲           |
| 8月19日  | THE IDOLM@STER CINDERELLA GIRLS LITTLE STARS EXTRA! Sing the Prologue♪                   | 喜多日菜子（深川芹亜） | 「世界滅亡 or KISS」                            | Webアニメ『アイドルマスター シンデレラガールズ劇場 Extra Stage』エンディングテーマ |
| 2021年   |                                                                                          | |                                                 |                                                                                    |
| 7月28日  | THE IDOLM@STER CINDERELLA GIRLS STARLIGHT MASTER GOLD RUSH! 09 Just Us Justice           | 喜多日菜子（深川芹亜） | 「エキストラレボリューション」                  | ゲーム『アイドルマスター シンデレラガールズ スターライトステージ』関連曲           |
| 2022年   |                                                                                          | |                                                 |                                                                                    |
| 1月12日  | THE IDOLM@STER CINDERELLA GIRLS STARLIGHT MASTER R/LOCK ON! 01 星環世界                  | 砂塚あきら（富田美憂）、速水奏（飯田友子）、高垣楓（早見沙織）、緒方智絵里（大空直美）、 喜多日菜子（深川芹亜）、宮本フレデリカ（髙野麻美）、相葉夕美（木村珠莉）、中野有香（下地紫野）、片桐早苗（和氣あず未） | 「星環世界（M@STER VERSION）」                  | ゲーム『アイドルマスター シンデレラガールズ スターライトステージ』関連曲           |
| 1月12日  | THE IDOLM@STER CINDERELLA GIRLS STARLIGHT MASTER R/LOCK ON! 01 星環世界                  | 喜多日菜子（深川芹亜） | 「星環世界（M@STER VERSION）」                  | ゲーム『アイドルマスター シンデレラガールズ スターライトステージ』関連曲           |
| 9月21日  | THE IDOLM@STER CINDERELLA GIRLS STARLIGHT MASTER R/LOCK ON! 08 ラビューダ♡トライアングル | 島村卯月（大橋彩香）、宮本フレデリカ（髙野麻美）、喜多日菜子（深川芹亜） | 「ラビューダ♡トライアングル（M@STER VERSION）」 | ゲーム『アイドルマスター シンデレラガールズ スターライトステージ』関連曲           |
| 9月21日  | THE IDOLM@STER CINDERELLA GIRLS STARLIGHT MASTER R/LOCK ON! 08 ラビューダ♡トライアングル | 喜多日菜子（深川芹亜） | 「ラビューダ♡トライアングル（M@STER VERSION）」 | ゲーム『アイドルマスター シンデレラガールズ スターライトステージ』関連曲           |
| 2024年   |                                                                                          | |                                                 |                                                                                    |
| 2月28日  | 星屑テレパス Blu-ray 下巻 封入特典 オリジナルサウンドトラックCD                          | 明内ユウ（深川芹亜） | 「spektro」                                     | テレビアニメ『星屑テレパス』挿入歌                                                 |
| 6月19日  | THE IDOLM@STER CINDERELLA GIRLS STARLIGHT MASTER HEART TICKER! 07 ワタシ御伽ばなシ       | ライラ（市ノ瀬加那）、古賀小春（小森結梨）、喜多日菜子（深川芹亜）、双葉杏（五十嵐裕美）、森久保乃々（高橋花林）                                                                                                | 「ワタシ御伽ばなシ（M@STER VERSION）」          | ゲーム『アイドルマスター シンデレラガールズ スターライトステージ』関連曲           |
| 6月19日  | THE IDOLM@STER CINDERELLA GIRLS STARLIGHT MASTER HEART TICKER! 07 ワタシ御伽ばなシ       | 喜多日菜子（深川芹亜） | 「ワタシ御伽ばなシ（M@STER VERSION）」          | ゲーム『アイドルマスター シンデレラガールズ スターライトステージ』関連曲           |

### その他参加楽曲
| 発売日         | 商品名                            | 歌         | 楽曲                                      | 備考                                             |
| -------------- | --------------------------------- | ---------- | ----------------------------------------- | ------------------------------------------------ |
| 2015年12月28日 | 無限大の未来へ/Twinkle Collector  | FIVE STARS | 「無限大の未来へ」 「Twinkle Collector」  | ラジオ『A&G NEXT BREAKS FIVE STARS』テーマソング |
| 2016年12月29日 | Bright Future/夕焼けオレンジ      | FIVE STARS | 「Bright Future」 「夕焼けオレンジ」      | ラジオ『A&G NEXT BREAKS FIVE STARS』テーマソング |
| 2019年2月4日   | Magic Hour p.m.8/ラブラブのテーマ | FIVE STARS | 「Magic Hour p.m.8」 「ラブラブのテーマ」 | ラジオ『A&G NEXT BREAKS FIVE STARS』テーマソング |

## ライブ・イベント

### 合同ライブ
| 出演日              | タイトル                                                                                          | 会場                                     |
| ------------------- | ------------------------------------------------------------------------------------------------- | ---------------------------------------- |
| 2018年9月8日・9日   | THE IDOLM@STER CINDERELLA GIRLS SS3A Live Sound Booth♪                                            | ヤマダグリーンドーム前橋（群馬県）       |
| 2018年12月1日       | THE IDOLM@STER CINDERELLA GIRLS 6thLIVE MERRY-GO-ROUNDOME!!!                                      | ナゴヤドーム（愛知県）                   |
| 2019年11月9日・10日 | THE IDOLM@STER CINDERELLA GIRLS 7thLIVE TOUR Special 3chord♪ Funky Dancing!                       | ナゴヤドーム（愛知県）                   |
| 2021年1月9日        | THE IDOLM@STER CINDERELLA GIRLS Broadcast & LIVE Happy New Yell!!!                                | 幕張メッセ国際展示場 1-3ホール（千葉県） |
| 2021年10月2日・3日  | THE IDOLM@STER CINDERELLA GIRLS 10th ANNIVERSARY M@GICAL WONDERLAND TOUR!!! MerryMaerchen Land    | 西日本総合展示場 新館（福岡県）          |
| 2022年4月2日        | THE IDOLM@STER CINDERELLA GIRLS 10th ANNIVERSARY M@GICAL WONDERLAND!!!                            | ベルーナドーム（埼玉県）                 |
| 2022年9月3日・4日   | THE IDOLM@STER CINDERELLA GIRLS LIKE4LIVE #cg_ootd                                                | 日本ガイシホール（愛知県）               |
| 2024年9月14日・15日 | THE IDOLM@STER CINDERELLA GIRLS STARLIGHT FANTASY                                                 | Kアリーナ横浜（神奈川県）                |
| 2025年3月8日・9日   | THE IDOLM@STER CINDERELLA GIRLS STARLIGHT STAGE 10th ANNIVERSARY TOUR Let's AMUSEMENT!!! 大阪公演 | 大阪城ホール（大阪府）                   |